# Henry Brant
Henry Dreyfus Brant (* 15. September 1913 in Montréal, Kanada; † 26. April 2008 in Santa Barbara, Kalifornien) war ein US-amerikanischer Komponist.

## Leben
Obwohl Brant in Kanada geboren wurde, waren seine Eltern US-Amerikaner. Mit acht Jahren begann er zu komponieren. 1929 zog er nach New York um. Dort studierte er an der Juilliard School of Music bei George Antheil. Danach arbeitete er mehrere Jahre bei Paramount Pictures, komponierte und dirigierte für Radio, Film und Jazz-Formationen. Daneben schuf er seine ersten experimentellen Werke für die Konzerthalle.
Zwischen 1943 und 1950 unterrichtete er an der Columbia University und daneben 1947 bis 1955 an der Juilliard School Orchestrierung und Komposition. Von 1957 bis 1980 war er am Bennington College von Vermont Lehrer für Komposition, Dirigieren, Flöte und Klavier. Seit 1981 lebt er in Santa Barbara, Kalifornien. 1979 wurde er in die American Academy of Arts and Letters gewählt. 2002 erhielt er den Pulitzerpreis für die Komposition Ice Field. Die Paul-Sacher-Stiftung in Basel erwarb 1998 über dreihundert Originalmanuskripte von Werken Brants.
Neben vier Opern, zwei Balletten, mehreren Instrumentalkonzerten und fünf Sinfonien komponierte Brant zahlreiche Orchesterwerke, oft in experimenteller, teils auch gigantischer Besetzung – so etwa ein Konzert für Sinfonieorchester und eine siebzigköpfige Zirkuskapelle. Seit den 1950er Jahren arbeitete er mit der Technik der spatial music, bei der die Aufstellung der Musiker im Raum und auf der Bühne Teil der Komposition ist.
Für den Dokumentarfilm Journey Into Medicine (1947) war er für die Musik verantwortlich. 
Brant orchestrierte zudem einige Filmmusiken von Virgil Thomson (The Plow That Broke the Plains, The River, The City und Louisiana Story) und von Alex North (Cleopatra, Cheyenne Autumn, The Devil's Brigade, 2001: A Space Odyssey (abgelehnte Musik, die Brant auch dirigierte), Carny und Good Morning, Vietnam).

## Werke
- Millennium I für Trompeten, Röhrenglocken und Glockenspiel
- Antiphony I fünf Orchestergruppen und fünf Dirigenten
- Tripelkonzert für Violine, Cello, Oboe, Vokalsolisten, Bläser, Schlagzeuger und Klavier
- Musik für Klavier und zwanzig Instrumente
- Millennium II für Trompeten, Posaunen, Bläser, Schlagzeuger und Sopran
- Labyrinth I für Orchester
- Labyrinth II für zwei Orchestergruppen
- December für Sopran, Tenor, Sprechstimmen, Chor, Bläser, Schlagzeuger und Orgel
- The Grand Universal Circus für Soli, Chorstimmen, zwölf Instrumente und Schlagzeuger
- Hieroglyphics I für Bratsche, Pauken, Röhrenglocken, Celesta und Harfe
- Millennium III für Trompeten, Posaunen und Schlagzeuger
- Hieroglyphics II für Violine, Schlagzeug und Klavier
- Angels & Devils, 1932
- Origins für siebzig Schlaginstrumente, 1952
- Immortal Combat, 1972
- Homage to Ives, 1975
- Orbits, 1979
- The Glass Pyramid, 1980
- Meteor Farm für Orchester, zwei Chöre, Jazzband, Gamelanensemble, afrikanische Trommler und südindische Musiker, 1982
- Western Springs für zwei Orchester, zwei Chöre und zwei Jazzbands, 1983
- Litany of Tides, 1983
- Fire on the Amstel für vier Boote mit je 25 Flötisten, vier Jazztrommler, vier Kirchenglocken, drei Blasorchester und vier Drehorgeln, aufgeführt in Amsterdam 1984
- Desert Forests, 1985
- Northern Lights Over the Twin Cities, 1986
- Prisons of the Mind, 1992
- 500: Hidden Hemisphere, 1992
- Homeless People, 1993
- Fourscore, 1993
- Trajectory, 1994
- A Concord Symphony nach Charles Ives, 1994
- Dormant Craters, 1995
- Plowshares and Swords, 1995
- Festive Eighty, 1997
- Common Interests, 1998
- Prophets für vier Kantoren und Schofarspieler, 2000
- Glossary, 2000
- Crystal Antiphonies , 2000
- Ice Field für großes Orchester und Orgel, 2001
- Ghosts & Gargoyles für Flöte und Orchester, 2002